# Haute randonnée pyrénéenne
Pour les articles homonymes, voir HRP et Haute Route (homonymie).
La Haute randonnée pyrénéenne ou Haute route pyrénéenne (HRP) est un itinéraire de randonnée de haute montagne traversant les Pyrénées de l'Atlantique à la Méditerranée. Alors que le GR 10 en France et le GR 11 en Espagne et Andorre restent toujours dans le même versant des Pyrénées, passant d'une vallée transversale à l'autre, la HRP se rapproche le plus possible de la ligne des crêtes en passant alternativement sur les versants français, espagnol et andorran.

## Itinéraire

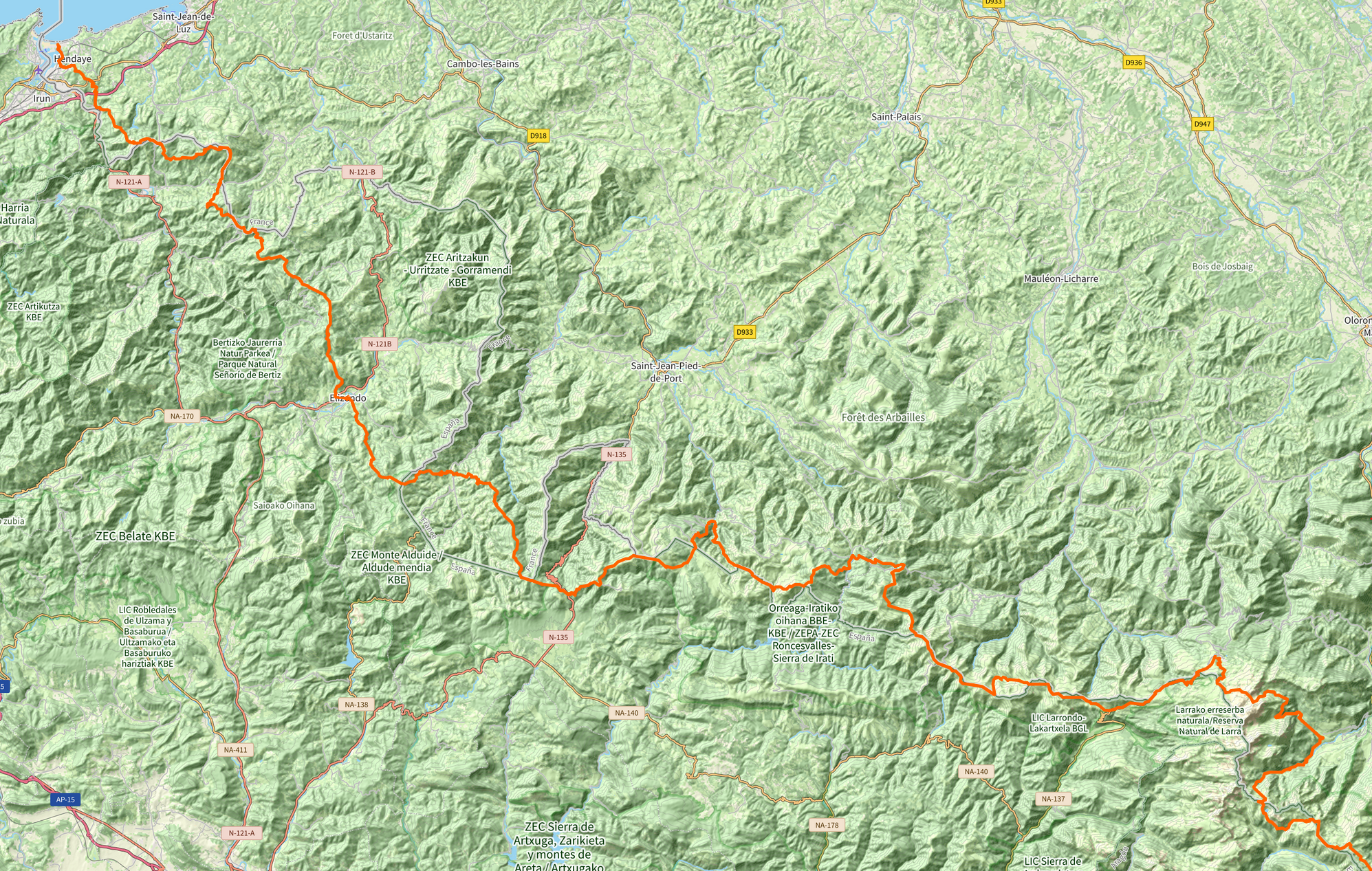
Tracé de la HRP d'Hendaye au refuge d'Arlet.

Tracé de la HRP en Andorre (en vert) correspondant aux étapes 30 à 32.

Le tracé n'est pas balisé, sauf sur les portions où il suit les tracés des GR (le GR 11 dans le pays Basque et le GR10 dans les Pyrénées orientales). La HRP comporte parfois quelques difficultés, réservées à des randonneurs expérimentés, mais avec moins de dénivelés journaliers que les GR car restant proche de la ligne de crête. Elle se compose de 41 étapes. Selon la 7e édition :
- Étape 1  : Hendaye-Plage au col de Lizuniaga
- Étape 2  : Col de Lizuniaga à Elizondo
- Étape 3  : Elizondo aux Aldudes
- Étape 4  : Les Aldudes à Béhérobie
- Étape 5  : Béhérobie au col Bagargui
- Étape 6  : Col Bagargui à l’abri d'Ardané
- Étape 7  : Abri d'Ardané à La Pierre Saint-Martin
- Étape 8  : La Pierre-Saint-Martin au cirque d'Ansabère
- Étape 9  : Cirque d'Ansabère au refuge d'Arlet
- Étape 10 : Refuge d'Arlet au col du Somport
- Étape 11 : Col du Somport au refuge de Pombie
- Étape 12 : Refuge de Pombie au refuge de Larribet
- Étape 13 : Refuge de Larribet au refuge Wallon
- Étape 14 : Refuge Wallon au refuge Bayssellance (2 651 m)
- Étape 15 : Refuge Bayssellance à Gavarnie
- Étape 16 : Gavarnie à Héas
- Étape 17 : Héas à Parzan
- Étape 18 : Parzan au refuge de Viados
- Étape 19 : Refuge de Viados au refuge de la Soula
- Étape 20 : Refuge de la Soula au refuge Jean-Arlaud-Portillon
- Étape 21 : Refuge Jean-Arlaud-Portillon au refuge de la Rencluse (2 140 m)
- Étape 22 : Refuge de la Rencluse à Hospitau de Vielha
- Étape 23 : Hospitau de Vielha au refuge de la Restanca (2 010 m, dans le parc national d'Aigüestortes et lac Saint-Maurice)
- Étape 24 : Refuge de la Restanca au port de la Bonaigua (2 072 m, reliant le val d'Aran et le Pallars Sobirà)
- Étape 25 : Port de la Bonaigua à Alós d'Isil (commune de Alt Àneu, Alós nouveau refuge, Refugi d'Alós)
- Étape 26 : Alós d'Isil à abri Enric Pujol (2 290 m, commune de Lladorre)
- Étape 27 : Abri Enric Pujol au refuge de Certescans (2 232 m)
- Étape 28 : Refuge de Certescans au gîte de Mounicou, commune d'Auzat
- Étape 29 : Gîte de Mounicou au refuge de l'Étang Fourcat (2 445 m)
- Étape 30 : Refuge de l'Étang Fourcat à El Serrat (paroisse d'Ordino, Andorre)
- Étape 31 : El Serrat au camping d'Incles (paroisse de Canillo, Andorre)[1]
- Étape 32 : Camping d'Inclès au col de Puymorens (1 915 m)[2]
- Étape 33 : Col de Puymorens au refuge des Bouillouses (2 005 m)
- Étape 34 : Refuge des Bouillouses à Eyne
- Étape 35 : Eyne au refuge Ull de Ter
- Étape 36 : Refuge Ull de Ter au refuge de Mariailles
- Étape 37 : Refuge de Mariailles au gîte de Batère
- Étape 38 : Gîte de Batère à Amélie-les-Bains
- Étape 39 : Amélie-les-Bains à Las Illas
- Étape 40 : Las Illas au col de l'Ouillat
- Étape 41 : Col de l'Ouillat à Banyuls-sur-Mer

Certains « HRPistes » l'ont réalisé en moins de 41 jours, d'autres avec des variantes personnelles ou en sens inverse, parfois les deux. Plusieurs randonneurs expérimentés ont réalisé une HRP en mode ultra-léger sans courir en 15-18 jours.

## Histoire de la traversée
La traversée a été réalisée dès 1906 et décrite en 1907 par Jean Bepmale puis, refaite intégralement et décrite par Georges Véron en 1968, auteur d'un topo-guide mis à jour irrégulièrement. Les premiers topo-guides indiquaient des variantes (Nord et Sud) dont une dans l'Ariège.
- 1807 : Augustin Pyrame de Candolle, botaniste, traverse les Pyrénées d'est en ouest en y réalisant plusieurs ascensions.
- 1817 : Friedrich Parrot relie Saint-Jean-de-Luz à Canet-Plage en réalisant la première ascension de la Maladetta.
- 1902 : les frères Cadier (George, Henri, Albert, Edouard, Charles) relient Bagnères-de-Luchon à Héas en réalisant plusieurs ascensions, notamment l'Anéto, le pic du Milieu, la Maladetta, le Maupas, le pic Oriental des Crabioules, le Perdiguère, les Gourgs-Blancs, le Grand Batchimale (Schrader), les Posets, la Munia.
- 1903 : les cinq frères Cadier relient Luz-Saint-Sauveur à Osse-en-Aspe en réalisant plusieurs ascensions, notamment le pic Long, le Campbieil, le Grand Astazou, le Marboré, le Cylindre, le mont Perdu, le Soum de Ramond, le Taillon, le Tapou, la Pique Longue du Vignemale, le Balaïtous.
- 1906 : Jean Bepmale joint Banyuls à Saint-Jean-de-Luz par la moyenne montagne, notamment le versant espagnol, avec l'aide de porteurs.
- 1936 : Fernand Grisel relie en solitaire Saint-Jean-de-Luz à Canet-Plage.
- 1964 : parution du premier topo-guide du GR 10 (Haute-Garonne et Hautes-Pyrénées) sur l'initiative de Jean et Francine Adisson.
- 1966 : Charles Laporte réalise la première traversée à skis des Pyrénées de Mont-Louis à Gabas.
- 1968 : Jean-Pierre Neau, Claude Major et Georges Véron, relient Banyuls à Hendaye par ce qui deviendra la HRP dont l'initiative revient à Joseph Ribas qui en fut le concepteur.
- 1974 : première édition du topo-guide, par Georges Véron. Claude Teyssèdre effectue la HRP en 28 jours[3].
- 1975 :  Guy Pistre, Jean-Claude Tormo, Jacques Jaime, Simone Gleizes (première féminine) traversent les Pyrénées, d'ouest en est par l'itinéraire de la HRP, en 26 jours.
- 1978 : parution du topo-guide À ski de l'Atlantique à la Méditerranée par la haute route d'hiver des Pyrénées de Robert Ollivier et Jean-Louis Pérès.
- 1985 et 1986 : Louis Audoubert et Guy Panozzo traversent les Pyrénées à toutes crêtes de Cerbère à Hendaye (dont des escalades de niveau D avec des passages de V/V+).
- 2010 : Kílian Jornet traverse les Pyrénées du 31 mai au 8 juin de l'Atlantique à la Méditerranée, sur 850 km et 42 000 m de dénivelé positif, en 113 heures, plus que les 700 kilomètres et 35 000 m de dénivelé prévus, en raison d'un enneigement imposant des changements de parcours et à une étape supplémentaire[4].
- 2020 : Louis-Philippe Loncke effectue la première traversée de l'Atlantique à la Méditerranée, via le sommet du pic d'Aneto, en autonomie complète, avec 49 kg, dormant uniquement sous tente, sans se réapprovisionner[5],[6],[7],[8].